# Zsigmondy Vilmos

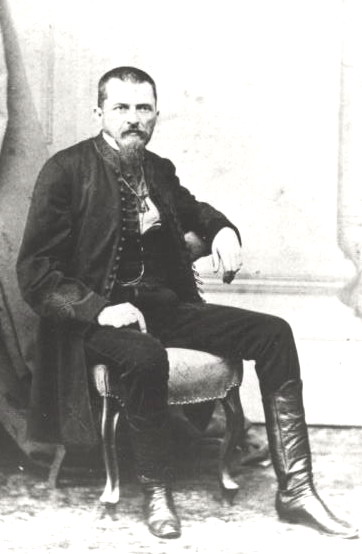
Zsigmondy Vilmos bányamérnök

Zsigmondy Vilmos (Pozsony, 1821. május 15. – Budapest, 1888. december 21.) magyar bányamérnök, a Magyar Tudományos Akadémia tagja. A magyarországi artézi kutak fúrásának kialakítója és elterjesztője, Zsigmondy Richárd Nobel-díjas kémikus nagybátyja.

## Gyermekkora és tanulmányai
Édesapja Zsigmondy Sámuel a korában hírneves líceum igazgatója korán elhunyt. Édesapja 1833-ban bekövetkezett halála után az édesanyja szerény körülmények között nevelte hat gyermekét. Az idősebb fiúk korán dolgozni kényszerültek, hogy besegítsenek a fiatalabbak iskoláztatásának költségeit előteremteni.
Középiskoláit Szakolcán kezdte, majd Komáromban folytatta 1834-ig és Pozsonyban fejezte be 1838-ban. Ahogy testvérei, Vilmos is korán munkát vállalt. A Kossuth Lajos által kiadott Országgyűlési Tudósításokat kéziratban másolta. Szabad idejében bejárt az országgyűlési ülésekre, ahol a kor szónokait, többek között Kossuthot és Deák Ferencet hallgatta.
A természettudományok iránti érdeklődését Kovács Martiny Gábor pap-tanára indította el. A család papi és tanári pályára szánta, de érdeklődését követve Selmecbányára ment tanulmányait folytatni. Selmecbányán 1842-ben bányászati és erdészeti tanulmányait kitüntetéssel fejezte be.

## Pályafutása kezdete
1843-ban Szakolcán kezdte gyakorlatait a bányamérnöki hivatalban, ahol rövidesen az egyik bánya vezetésével bízták meg. 1844-ben Bécsben helyezkedett el, kezdetben a magyarországi bányák felügyeletét is ellátó császári és királyi központi bányaigazgatóságon, majd az udvari elnöki osztályba helyezték át. Közben  Bécsben Wilhelm Haidinger előadásait hallgatta. Összeállította Ausztria és Magyarország bányászatának statisztikai adatait az 1842 évet megelőző 25 esztendőről. 1846-ban az Császári és Királyi Osztrák Államvasutak szolgálatába állt, ahonnan tanulmányútra küldték. Ennek során járt Stájerországban, Morvaországban és Csehországban, majd a sziléziai bányavidéket, illetve Magyarországon a selmeci bányakerületet tanulmányozta. Rövid időn belül áthelyezték a Krassó-Szörény vármegyében lévő Resicára, ahol az elhanyagolt kőszénbánya rendbehozatalával és új bányák nyitásával bízták meg.

## Szerepe a szabadságharcban és büntetése
1848-ban a resicai kerület ideiglenes vezetésével bízták meg, ebben az időben ágyúöntéssel is foglalkozott. A román csapatok támadása miatt családjával együtt menekülni kényszerült és sikerült megmentenie az állami pénztárt, amit az oravicai főpénztárnak adott át.
1849 elején visszarendelték Resicára, ahol a magyar kormány ágyú-, kard-, szurony- és bombagyártását irányította. A világosi fegyverletétel híre is Resicán érte. A császári katonaság elfogta és 1849. november 26-án az osztrákok Temesváron haditörvényszék előtt lőpor és ágyúgyártás miatt, hat év vasban töltendő várfogságra ítélték amit az olmüci várban kellett letöltenie. A várfogságból a resicai polgárság és barátai kérvénye nyomán 1850 nyarán kegyelmet kapva szabadult ki.

## Munkássága a kiegyezésig
Kiszabadulása után a Sárisáp község közelében lévő annavölgyi kőszénbányát irányította, amely Sándor Móric gróf tulajdonában volt. 1860-tól kezdődően apósának Resica mellett lévő székuli kőszénbányáját igazgatta. Az év végén Pestre költözött és nyilvános bányászati ügynökként önálló vállalkozásba kezdett. Részt vett az 1861 évi országbírói értekezleten és aktívan közreműködött a bányajogra vonatkozó elképzelések törvénytervezetbe foglalásában. A kőszén szabadon történő kutatását és kitermelését szorgalmazta, amit a bányatörvény hatályba lépéséig a földesúri jogok korlátoztak.
1861-ben kezdett el foglalkozni a források és földalatti vizek viszonyaival, jellemzőikkel, felkutatásával. Ezt a kutatómunkát hamarosan a gyakorlatban is érvényesíthette, ugyanis 1865-ben Harkány község területén egy 38,7 méter mély artézi kúttal sikerült a szabadon elfolyó hévizet teljes mennyiségében összefogni és hasznosítani.

## Munkája a kiegyezést követően
Határozott elméletet dolgozott ki a hőforrások feltárására és hasznosítására. Ezt 1867-ben a margit-szigeti kutak megépítésével bizonyította. Itt az egyik fúrása 119,5 méter mélyre jutott le a József főherceg tulajdonában lévő területen. A margitszigeti kút 1500 m³ vizet adott naponta, magas kén, szénsav, kalcium és magnézium tartalommal, a kivitelezést meglátogatta I. Ferenc József császár és király is.
Lipiken (Pozsega vármegye pakráci járásában) 1868 és 1870 között egy 234,6 méter mély fúrást épített ki, létrehozva ezzel Európa egyik első jódos melegvizes forrását, amelynek vízhőmérséklete 64 °C volt. Ezt követően  Alcsúton 1870-ben egy 183,0 méter mély kút fúrását irányította.
Nagyváradtól délre Zsigmondy saját költségére egy 47 méter mély kutat fúrt, amelyből napi 17 000 m3 49 °C hőmérsékletű, gyógyvíznek minősített víz tört fel 1,2 gramm/liter sótartalommal és enyhe radioaktivitással. Itt alakították ki Félixfürdő gyógyhelyét.
1868-ban vállalkozott egyik legnagyobb munkájára. Pesten a Városligetben kívánt hőforrást létesíteni, aminek sikerében sok szakember még 1877-ben is kételkedett, annak abbahagyását javasolták a magas költségek miatt, de Zsigmondy vállalta a  kockázatot. A mélyfúrásos kút a mai Hősök tere közelében lett kiképezve. A megvalósítás keretében sok nehézség jelentkezett, ami többször a munkák ellehetetlenülését vetette fel, de Zsigmondy bízott tanulmányaiban és vizsgálataiban, és 1878-ban a 970,0 méter mély kút fúrását sikeresen befejezte. A lefúrt kútból feltörő hévíz a magas gáztartalom miatt forrni látszott, a magas oldott ásványtartalom miatt a szabadba kerülő víz mésztufa jellegű lerakódásokat, kiválásokat eredményezett. Ez a kút akkor Európában a legmélyebb fúrások közé tartozott. A munkákat sikeresen befejezve a kút naponta 1200 m3 73,8 Celsius-fokos vizet szolgáltatott. Ebből a vízből kezdetben a Nádor-szigeten ideiglenesen kialakított Ártézi Fürdőt, majd később a Széchenyi gyógyfürdőt látták el forró gyógyvízzel (amely csak a század végére készült el). 
A munkálatok közben a fúróiszapban felfedezett foraminiferák (mészvázas egysejtűek) mikroszkópos tanulmányozása közben szemét megerőltetve egyik szemére megvakult.
1880-ban a fiumei kikötő építése előtti talajvizsgálati célú fúrások elvégzésével bízták meg.
1879-ben Petrozsény területén több mint 700 méter mélységet meghaladó kutatófúrással jelentős kiterjedésű és nagy mennyiségű ásványvagyont tartalmazó kőszéntelepet kutatott fel. Az 1870-es évek végén fellendült vállalkozása irányítását átadta unokaöccsének, Zsigmondy Béla gépészmérnöknek, és csak tudományos és szakértői munkával foglalkozott. Zsigmondy Béla a vállalkozás működésének súlypontját az Alföldre helyezte át, amellyel fellendítette az alföldi települések jó minőségű artézi vizekkel való ellátását.

## Tudományos és társadalmi tevékenysége
Már azelőtt, hogy a városligeti mélyfúrással világhírnevet szerzett, alapos tudományos munkát végzett.  Első tudományos munkája a Bányatan 1865-ben jelent meg. 1867-ben a megalakult Magyar Mérnök és Építész Egylet bányászati szakosztályának első elnökévé választották. A Magyar Tudományos Akadémia 1868-ban tagjává választotta. 1873-ban a bécsi világkiállítás, majd ezt követően az 1878-as párizsi világkiállítás egyik rendezőjévé nevezték ki, majd kezdeményezésére megtartották a bányászati kongresszust, melynek elnöke volt. 1875 évben tagja lett a fővárosi közgyűlésnek és a Közmunkatanácsnak. Nagy mértékben neki köszönhető a fővárosi vízvezetékrendszer megépítése.
1875-ben Selmec- és Bélabánya szabad királyi város országgyűlési követévé választotta (szabadelvű programmal). Az Országgyűlésben bányászati kérdésekben véleménye mértékadó volt. Az országgyűlés Pénzügyi Bizottságának tagjává, majd elnökévé választották. Következetes munkával 1883-ban elérte a bányászok nyugdíjazására vonatkozó törvény elfogadását és hatályba léptetését. A városligeti kútfúrás világhírűvé tette. Amikor 1879-ben egy bányában bekövetkezett vízbetörés miatt elapadtak a világhírű teplicei gyógyvízforrások, a gond megoldását felkért szakértőként Zsigmondy szolgáltatta. Tagja volt a Királyi Földtani Társaságnak, támogatta a Magyar Királyi Földtani Intézet megalapítását. Elnöke volt a dorogi Drasche-féle Téglagyár és Kőszénbánya Részvénytársaságnak.
Hamvait a Kerepesi temetőben helyezték örök nyugalomra.

## Kitüntetései
- 1868-ban a Ferenc József-rend lovagkeresztje
- 1872-ben királyi tanácsos
- 1878-ban a Francia Becsületrend lovagkeresztje
- 1884-ben Selmec- és Bélabánya díszpolgára

## Emlékezete
- Teste a Fiumei úti sírkertben, a 18. parcella díszsorának 1. sora 18. sírhelyén nyugszik.[3]
- Mellszobra a Széchenyi gyógyfürdő Kós Károly sétány felé néző főbejáratával szemben, az út túlsó oldalán található
- Dorogon lakótelepet és gimnáziumot neveztek el róla, két bronz mellszobra is van a városban: egyik a lakótelep sarkán, másik a gimnázium épületében
- Harkányban Zsigmondy Vilmos bányamérnök tervei alapján készültek el a karsztvizet felszínre juttató első kutak. Emléke előtt tisztelegve a mérnök szobra, Veszprémi Imre alkotása a fürdő előtti parkban áll.[4]
- Budapest XIII. kerületében emléktábla emlékeztet rá.
- Budapest XII. kerületében utca van róla elnevezve a Márton Áron tér (Farkasréti temető) közelében.

## Fontosabb kiadott munkái magyarul
- Bányatan kiváló tekintettel a kőszénbányászatra, első rész, kutatás, furászat s az ártézi kutak Pest, 1865
- Tapasztalataim az ártézi szökő kutak furása körül. Értekezés a természettudományok köréből, 1871
- Emlékirat az alföldön furandó ártézi kút tárgyában, 1873
- A buziási gyógyfürdő és az ott legujabban végbevitt furásokról, 1874
- A városligeti ártézi kút Budapesten, 1878
- A herkulesfürdői hévforrások Budapest, 1882
- Az avalai higanybánya Szerbiában, 1887